# KCCE
Le KCCE (en néerlandais:Kenniscentrum voor Civiele Veiligheid, en français Centre de connaissances pour la Sécurité civile, en allemand: Fachzentrum für zivile Sicherheit) est un organisme fédéral de la sécurité civile en Belgique dépendant du Service public fédéral Intérieur. 
Il a pour vocation la collecte, le traitement et la mise à disposition d'expertise en matière de sécurité civile et ce, notamment, afin de réaliser une standardisation et une uniformité entre les cinq disciplines de l'urgence en Belgique.
Il a été créé à la suite de la Réforme de la sécurité civile belge (loi du 15 mai 2007), elle-même mise en place en écho à la catastrophe de Ghislenghien du 30 juillet 2004.

## Historique

### Contexte
À la suite de la catastrophe de Ghislenghien, une explosion de gaz ayant fait 24 morts et 132 blessés le 30 juillet 2004, l'État fédéral belge a décidé de mettre en place une réforme de sa sécurité civile. Celle-ci fut officiellement lancée par la loi du 15 mai 2007 relative à la sécurité civile qui constitue le nouveau cadre général dans lequel l’ensemble des mesures d’exécution devra s’insérer.

### Changements à la suite de la Réforme

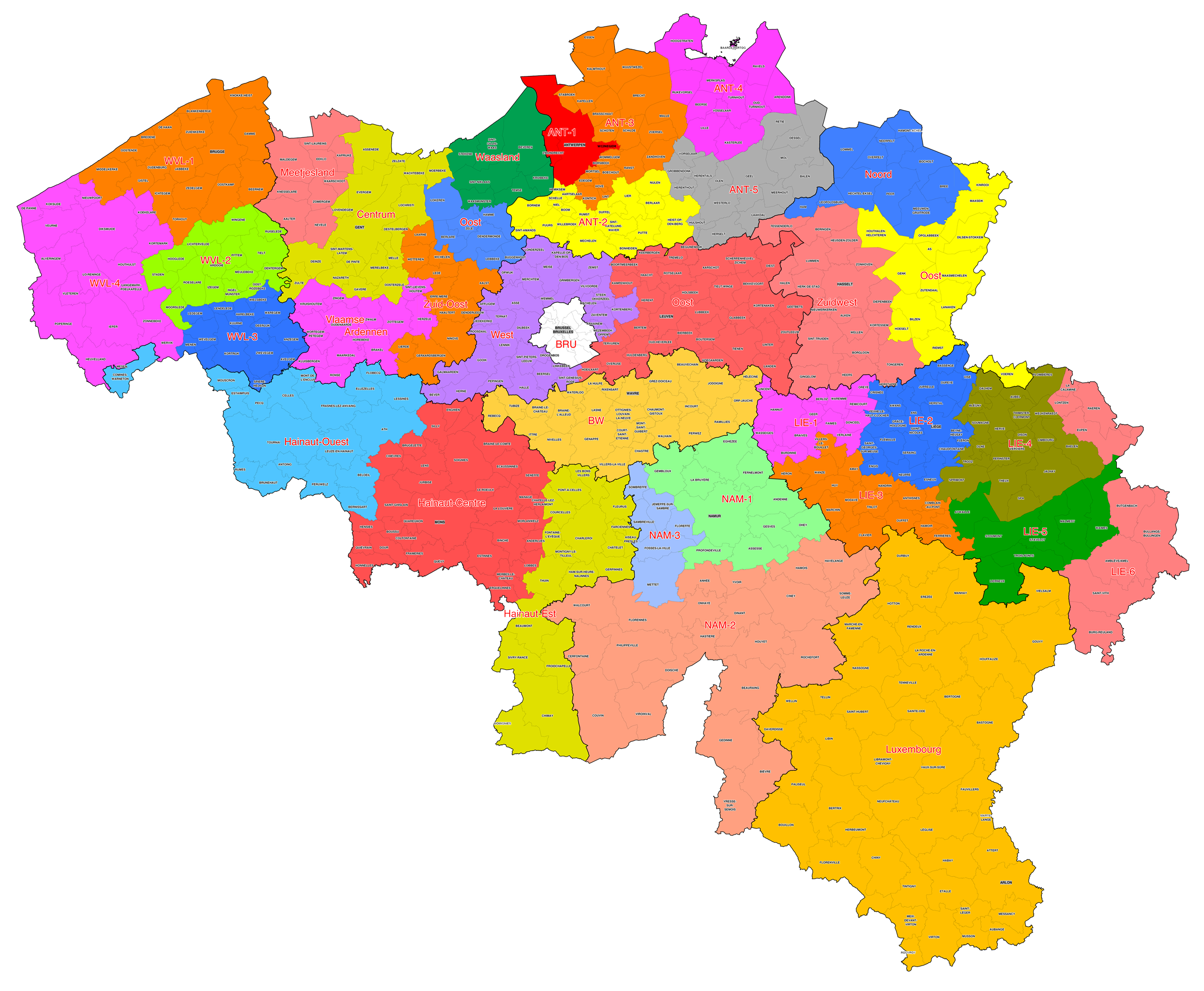
L'un des grands changements de la Réforme de la sécurité civile belge fut la création de 34 zones de secours sur le territoire national.

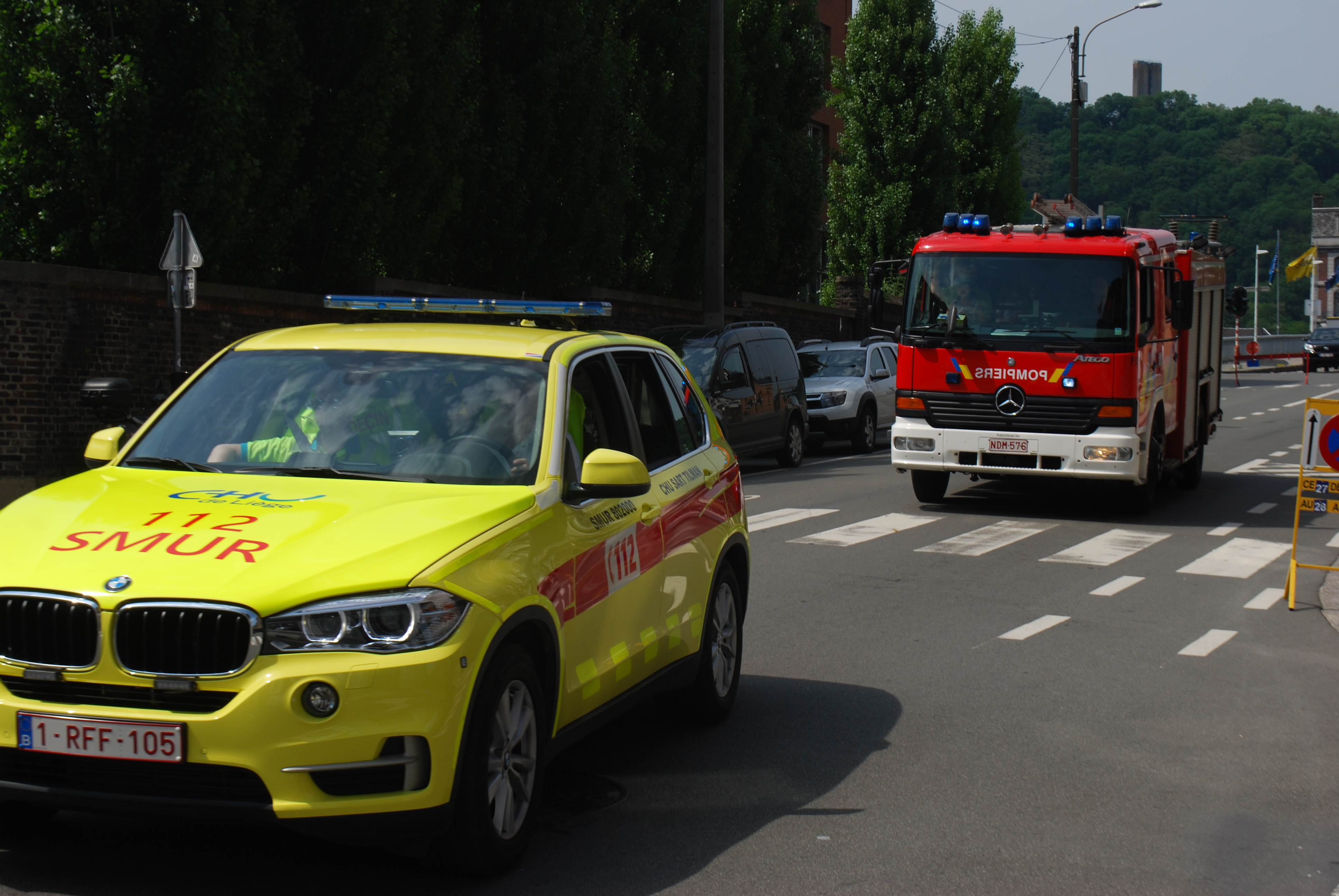
La « D1 » (sapeurs-pompiers) et la « D2 » (aide médicale urgente, ici un SMUR), en intervention commune à Liège.

Parmi ces mesures, on trouve le classement des différents acteurs de l'urgence en 5 disciplines:
- La D1: les sapeurs-pompiers.
- La D2: l'aide médicale urgente.
- La D3: la police.
- La D4: l'appui logistique (Protection Civile, Croix-Rouge de Belgique, Armée belge etc.)
- La D5: l'information (médias).

Les premières mesures de la réforme de la sécurité civile touchèrent d'abord la « D1 », soit les services d'incendie, jusqu'à présents gérés par les communes. Le changement majeur fut la création de 34 zones de secours le 1er janvier 2014, qui regroupèrent les anciens services d'incendie sur chacune des 10 provinces, la plupart de ces provinces étant divisées en plusieurs zones distinctes. Par là même, la loi concrétise un principe de base préconisé par la « Commission Paulus », la commission d’accompagnement pour la Réforme de la sécurité civile : chaque citoyen a le droit à l’aide adéquate la plus rapide, abrégé « AA+R », devenant le principe de base d'envoi des secours en Belgique. Autrement dit, les limites communales, provinciales, ou régionales ne feront plus obstacle à l'avenir aux interventions des services d'urgence.
La police belge, elle, avait déjà été réformée le 1er janvier 2001, à la suite de l'Affaire Dutroux. Quant à l'aide médicale urgente, un projet d'une première partie de réforme pour les personnes en séjour irrégulier a été approuvé le 15 mars 2018 par la Chambre des représentants. Enfin, la réforme de la protection civile, elle, eut lieu le 1er janvier 2019, par le ministre Jan Jambon.
La mise sur pied du Centre fédéral de Connaissances pour la sécurité civile s'inscrit dans cette refonte générale du système de planification de l'urgence en Belgique et répond à une demande pressante des différentes disciplines.
L’option retenue fut la création d’une structure spécifique au sein du Service public fédéral Intérieur, mais bénéficiant de toute l’autonomie nécessaire par le biais de l’octroi d'un statut de service de l’État à gestion séparée.
La création du centre de connaissances a pour objectif de permettre la collecte et le traitement d’informations en matière de sécurité civile en vue d’une amélioration de la qualité des secours. Le Centre bénéficie d'expertise de terrain, via notamment la participation à ses travaux de membres opérationnels des services de secours, détachés de leur service.

### Chronologie
- 22 janvier 2007: création du KCCE par la loi de la même date.
- 28 mars 2007 : Arrêté royal précisant les modalités d’exécution du KCCE.
- 10 juin 2008: inauguration officielle du KCCE par le Ministre de l'Intérieur de l'époque, Patrick Dewael.

## Missions

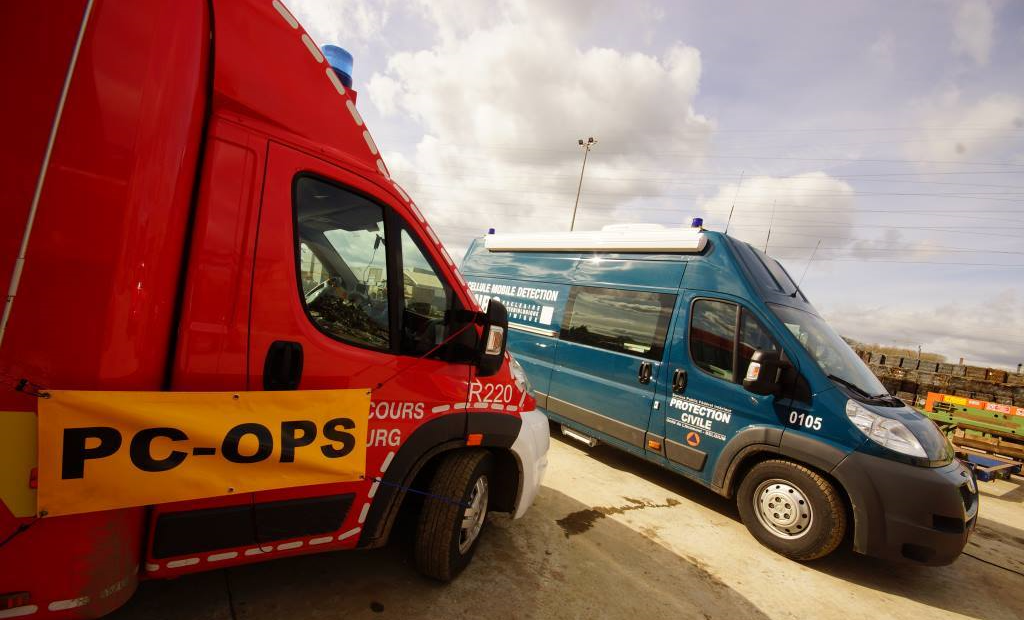
L'une des missions du KCCE est la mise en place de procédures en vue de standardiser et d'uniformiser les interventions des cinq disciplines de l'urgence en Belgique, comme ici la protection civile et les sapeurs-pompiers, en intervention conjointe lors d'un incendie.

Fixées par l’art. 3 de l’arrêté royal du 28 mars 2007, ses missions sont les suivantes : 
- la rédaction de directives techniques et de procédures opérationnelles pour les zones de secours.
- la formation du personnel des services opérationnels de la sécurité civile en Belgique.
- la collecte et l'analyse de données statistiques des zones de secours.
- l'examen et l'évaluation d'incidents dans l'objectif d'en reprendre les expériences.
- la mise sur pied d'un centre de documentation en matière de sécurité civile.
- la mise sur pied et le développement d'une expertise et d'un savoir-faire dans les différents services opérationnels de la sécurité civile.
- la réalisation ou la commande d'études, sur la base des informations collectées ou mises à disposition, à l'appui de la politique de la sécurité civile et orientées sur une amélioration de la qualité des services opérationnels de la sécurité civile.
- de formuler au Ministre, à sa demande ou de sa propre initiative, des conseils stratégiques.
- la diffusion de connaissances et la mise à disposition des informations au Ministre, aux gouverneurs de province et au gouverneur de l'arrondissement administratif de Bruxelles-Capitale, aux bourgmestres et aux services administratifs et opérationnels de la sécurité civile.
- le développement d'un réseau d'expertise se composant d'experts intérieurs et étrangers et de spécialistes, entre autres des administrations, des services opérationnels, des universités et des autres associations et organisations concernées.
- apporter sa collaboration aux recherches et études relatives à la sécurité civile, effectuées par d'autres institutions publiques;
- en cas d'un état d'urgence comme visé à l'arrêté royal du 16 mars 2006 relatif aux plans d'urgence et d'interventions, appuyer les services de secours intervenants par la mise à disposition d'information et de connaissances spécialisées.

## Organisation
Le Centre de Connaissances est composé des organes suivants :
- Le Comité de gestion qui détermine les missions, la composition et le fonctionnement du Centre.
- La cellule administrative qui assure la gestion quotidienne administrative et financière du centre de connaissances, élabore un plan d’action, en étroite collaboration avec le groupe technique et scientifique, et en assure le suivi.
- Le groupe technique et scientifique qui est composé d’experts désignés sur la base de leurs compétences en matière de sécurité civile. Dans l’exercice de leur mission, ces experts sont placés sous l’autorité du directeur général du Centre de Connaissances.

## Bases juridiques
- la loi du 22 janvier 2007 concernant la création du Centre fédéral de Connaissances pour la Sécurité civile (M.B. du 21 février 2007);
- l’arrêté royal du 28 mars 2007 relatif à un Centre fédéral de Connaissances pour la Sécurité civile (M.B. du 13 avril 2007);
- la loi du 15 mai 2007 relative à la Sécurité civile (M.B. du 31 juillet 2007) - voir le titre VIII, art. 175.

## Localisation
Le Centre de Connaissances est situé à Bruxelles, au numéro 1 de la rue de Louvain.